# Kalwi & Remi
Kalwi & Remi – polski duet DJ-ski tworzący muzykę klubową, trance i dance.

## Historia
Duet został założony w drugiej połowie 2003 w Poznaniu przez didżejów radiowych: Krzysztofa Kalwata (Kalwi) i Remigiusza Pośpiecha (Remi). Pod koniec roku DJ-e wydali utwór „Explosion”. 27 lipca 2004 wystąpili na Viva Club Rotation w Lesznie jako support przed DJ-em Tiësto. W 2005 wydali swój debiutancki album pt. Kalwi & Remi in the Mix Vol. 1. W 2006 ponownie wydali singiel „Explosion”, który stał się przebojem. Sukces odnieśli również z kolejnym singlem, „Imagination”. W tym samym roku wystąpili na Ibizie i nawiązali współpracę z Blank & Jones. Przez ponad dwa lata koncertowali w klubach m.in. w Stanach Zjednoczonych, Wielkiej Brytanii i Niemczech.
W kwietniu 2007 wydali album pt. Electro, który zawierał przebój „Made in USA”. 4 sierpnia 2007 wystąpili na głównej scenie podczas koncertu Stadium of Sound na stadionie poznańskiego Lecha. W tym samym roku zaczęli prowadzić audycję Eska Live Rmx w Radiu Eska oraz poprowadzili audycje muzyczne w rozgłośniach RMI FM i Kiss FM. Pod koniec 2007 wydał podwójny album pt. 4Play. W 2008 zremiksowali utwór „Nie będę Julią” zespołu Wanda i Banda. Na początku 2009 nagrali piosenkę „Lips” z Gosią Andrzejewicz, który został zaprezentowany na targach muzycznych w Cannes i ukazał się jako bonus track na albumie piosenkarki pt. Wojowniczka. W tym samym roku nagrali singel „Stop (Falling Down)” i „Find You”, które cieszyły się popularnością.
W 2010 z piosenką „Kiss” zajęli piąte miejsce w konkursie Polski Hit Lata 2010 na Bydgoszcz Hit Festiwal. W kwietniu 2011 wydali album pt. Kiss Me Girl, który promowali singlem „Girls”.
W 2016 wydali utwór „Daj mi klapsa”. W marcu 2018 premierę miał ich utwór „Unbreakable”, który zajął drugie miejsce na Popliście radia RMF FM. W 2020 podczas pandemii COVID-19 stworzyli 24-odcinkowy projekt Historia polskiej muzyki klubowej i sztuka dj'ingu, w którym opowiedzieli o kulturze klubowej w Polsce, zaprezentowali najważniejsze utwory i przeprowadzili wywiady ze znaczącymi postaciami muzyki elektronicznej. Nagrali także utwory: „Pandemia”, „Antyvirus”, „Night Vision”, "Energy Emission", "Paradise", "Flashlight", „Can Nobody Stop Us Now”, "I Need U" i „Rajasthan”
W lutym 2023 zagrali godzinny set na przyjęciu z okazji 25-lecia klubu „Ekwador” w Manieczkach. W tym samym roku nagrali utwór "Żyj mocno" z chórem Sound’n’Grace. Nawiązali też współpracę z zespołem Guzowianki, z którym nagrali remiks „Explosion Ech poleczko (DNSQ Remix)”, który stał się wiralem na TikToku i przez pierwsze pół roku po premierze zyskał ponad 30 mln wyświetleń na platformie YouTube. W 2024 wydali kolejny utwór z Guzowiankami – „Lipka”. 10 maja 2024 premierę miał ich utwór „White”, który nagrali z udziałem Marii Mathei.

## Dyskografia
Albumy
| Rok                        | Album                                                                           | Pozycja na liście |
| Rok                        | Album                                                                           | POL               |
| -------------------------- | ------------------------------------------------------------------------------- | ----------------- |
| 2005                       | Kalwi & Remi in the Mix Vol. 1 - Data: 2005 - Wydawca: My Music                 | –                 |
| 2006                       | Always in Trance - Data: 3 kwietnia 2006 - Wydawca: My Music                    | –                 |
| 2006                       | Kalwi & Remi and Friends Vol. 2 - Data: 9 października 2006 - Wydawca: My Music | –                 |
| 2007                       | Electro - Data: 16 kwietnia 2007 - Wydawca: My Music                            | –                 |
| 2007                       | 4Play - Data: 23 listopada 2007 - Wydawca: My Music                             | –                 |
| 2011                       | Kiss Me Girl - Data: 19 kwietnia 2011 - Wydawca: My Music                       | 89                |
| „–” album nie był notowany |                                                                                 |                   |

### Single
| Rok                            | Tytuł                                                    | Pozycja na liście | Pozycja na liście | Pozycja na liście | Pozycja na liście | Pozycja na liście | Album                           |
| Rok                            | Tytuł                                                    | SLiP              | POL Dance         | POL TV            | Eska              | RMF               | Album                           |
| ------------------------------ | -------------------------------------------------------- | ----------------- | ----------------- | ----------------- | ----------------- | ----------------- | ------------------------------- |
| 2005                           | „El Ninio”                                               | –                 | –                 | –                 | –                 | –                 | Kalwi & Remi in the Mix Vol. 1  |
| 2006                           | „Explosion”                                              | 11                | –                 | –                 | –                 | –                 | Always in Trance                |
| 2006                           | „Imagination”                                            | 24                | –                 | –                 | –                 | –                 | Kalwi & Remi and Friends Vol. 2 |
| 2006                           | „Independence”                                           | –                 | –                 | –                 | –                 | –                 | Always in Trance                |
| 2006                           | „Revolution”                                             | –                 | –                 | –                 | –                 | –                 | Always in Trance                |
| 2006                           | „Victory”                                                | 23                | –                 | –                 | –                 | –                 | Electro                         |
| 2007                           | „Made in USA”                                            | –                 | –                 | –                 | –                 | –                 | Electro                         |
| 2007                           | „Sunshine”                                               | 50                | –                 | –                 | –                 | –                 | 4 Play                          |
| 2007                           | „ADHD”                                                   | –                 | –                 | –                 | –                 | –                 | 4 Play                          |
| 2008                           | „The New Sound”                                          | –                 | –                 | –                 | –                 | –                 | Kiss Me Girl                    |
| 2008                           | „Nie będę Julią” (gościnnie: Wanda i Banda)              | –                 | –                 | –                 | –                 | –                 | Kiss Me Girl                    |
| 2009                           | „Lips” (gościnnie: Gosia Andrzejewicz)                   | –                 | –                 | –                 | –                 | –                 | Kiss Me Girl                    |
| 2009                           | „Stop (Falling Down)”                                    | –                 | –                 | –                 | 10                | 5                 | Kiss Me Girl                    |
| 2009                           | „Find You”                                               | –                 | –                 | –                 | 17                | –                 | Kiss Me Girl                    |
| 2010                           | „Kiss” (gościnnie: Aleksandra Jabłonka)                  | –                 | 49                | –                 | 15                | 4                 | Kiss Me Girl                    |
| 2010                           | „Girls” (gościnnie: Mr X)                                | –                 | 32                | –                 | 7                 | –                 | Kiss Me Girl                    |
| 2011                           | „You and I (On Ibiza)” (gościnnie: Amanda Wilson)        | –                 | 22                | 1                 | 10                | 3                 | Kiss Me Girl                    |
| 2012                           | „Africa” (gościnnie: Nadia Gattas)                       | –                 | –                 | –                 | –                 | –                 | –                               |
| 2013                           | „Pragnę Cię” (gościnnie: Ewa Jach)                       | –                 | 26                | –                 | –                 | –                 | –                               |
| 2014                           | Tomasz Lubert – „Woow” (gościnnie: Kalwi & Remi, Evelyn) | –                 | 34                | –                 | –                 | –                 | Z miłości do muzyki             |
| 2014                           | „Veekend” (oraz V-Unit, Letni, Chamski Podryw)           | –                 | –                 | –                 | –                 | –                 | –                               |
| 2014                           | „Jumpers” (oraz Slayback)                                | –                 | –                 | –                 | –                 | –                 | –                               |
| 2014                           | On Your Side                                             | –                 | –                 | –                 | –                 | –                 | –                               |
| 2016                           | „Daj mi klapsa”                                          | –                 | –                 | –                 | –                 | –                 | –                               |
| 2018                           | „Unbreakable” (gościnnie: Jon Killigton)                 | 11                | 28                | –                 | –                 | 2                 | –                               |
| 2020                           | "Pandemia"                                               | –                 | –                 | –                 |                   | –                 | -                               |
| 2020                           | "Antyvirus"                                              | –                 | –                 | –                 |                   | –                 | -                               |
| 2020                           | "Night Vision"                                           | –                 | –                 | –                 |                   | –                 | -                               |
| 2022                           | "Energy Emission"                                        | –                 | –                 | –                 |                   | –                 | -                               |
| 2022                           | "Paradise"                                               | –                 | –                 | –                 |                   | –                 | -                               |
| 2022                           | "Flashlight"                                             | –                 | –                 | –                 |                   | –                 | -                               |
| 2023                           | "Can nobody stop us now"                                 | –                 | –                 | –                 |                   | –                 | -                               |
| 2023                           | "I need U"                                               | –                 | –                 | –                 |                   | –                 | -                               |
| 2023                           | "Rajasthan"                                              | –                 | –                 | –                 |                   | –                 | -                               |
| 2023                           | "Żyj mocno"                                              | –                 | –                 | –                 |                   | –                 | -                               |
| 2023                           | "Explosion ech poleczko" (DNSQ Remix)                    | –                 | –                 | –                 |                   | –                 | -                               |
| 2024                           | "Lipka"                                                  | –                 | –                 | –                 |                   | –                 | -                               |
| 2024                           | "White"                                                  | –                 | –                 | –                 |                   | –                 | -                               |
| „–” pozycja nie była notowana. |                                                          |                   |                   |                   |                   |                   |                                 |

## Teledyski
| Rok       | Tytuł                                                    | Album                           | Źródło        |
| --------- | -------------------------------------------------------- | ------------------------------- | ------------- |
| 2006      | „Explosion”                                              | Always in Trance                | [ 30 ]        |
| 2006      | „Imagination”                                            | Kalwi & Remi and Friends Vol. 2 | [ 31 ]        |
| 2006      | „Victory”                                                | Electro                         | [ 32 ]        |
| 2009      | „Find You”                                               | Kiss Me Girl                    | [ 33 ] [ 34 ] |
| 2009      | „Stop (Falling Down)”                                    | Kiss Me Girl                    | [ 35 ]        |
| 2010      | „Kiss” (gościnnie: Aleksandra Jabłonka)                  | Kiss Me Girl                    | [ 36 ] [ 37 ] |
| 2011      | „Girls” (gościnnie: Mr. X)                               | Kiss Me Girl                    | [ 38 ]        |
| 2011      | „You And I” (gościnnie: Amanda Wilson)                   | Kiss Me Girl                    | [ 39 ]        |
| 2012      | „Africa” (gościnnie: Nadia Gattas)                       |                                 | [ 40 ]        |
| 2012      | „Explosion 2012”                                         |                                 | [ 41 ]        |
| 2014      | „Made in USA”                                            |                                 | [ 42 ]        |
| 2014      | „Pragnę Cię” (gościnnie: Ewa Jach)                       |                                 | [ 43 ]        |
| 2014      | „Veekend” (oraz V- Unit, Letni, Chamski Podryw)          |                                 | [ 44 ]        |
| 2016      | "Daj mi klapsa"                                          |                                 |               |
| 2018      | "Unbreakable"                                            |                                 |               |
| 2023      | Explosion Ech poleczko (DNSQ Remix)                      |                                 |               |
| Gościnnie |                                                          |                                 |               |
| 2014      | Tomasz Lubert – „Woow” (gościnnie: Kalwi & Remi, Evelyn) | Z miłości do muzyki             | [ 45 ]        |